# 후리소데

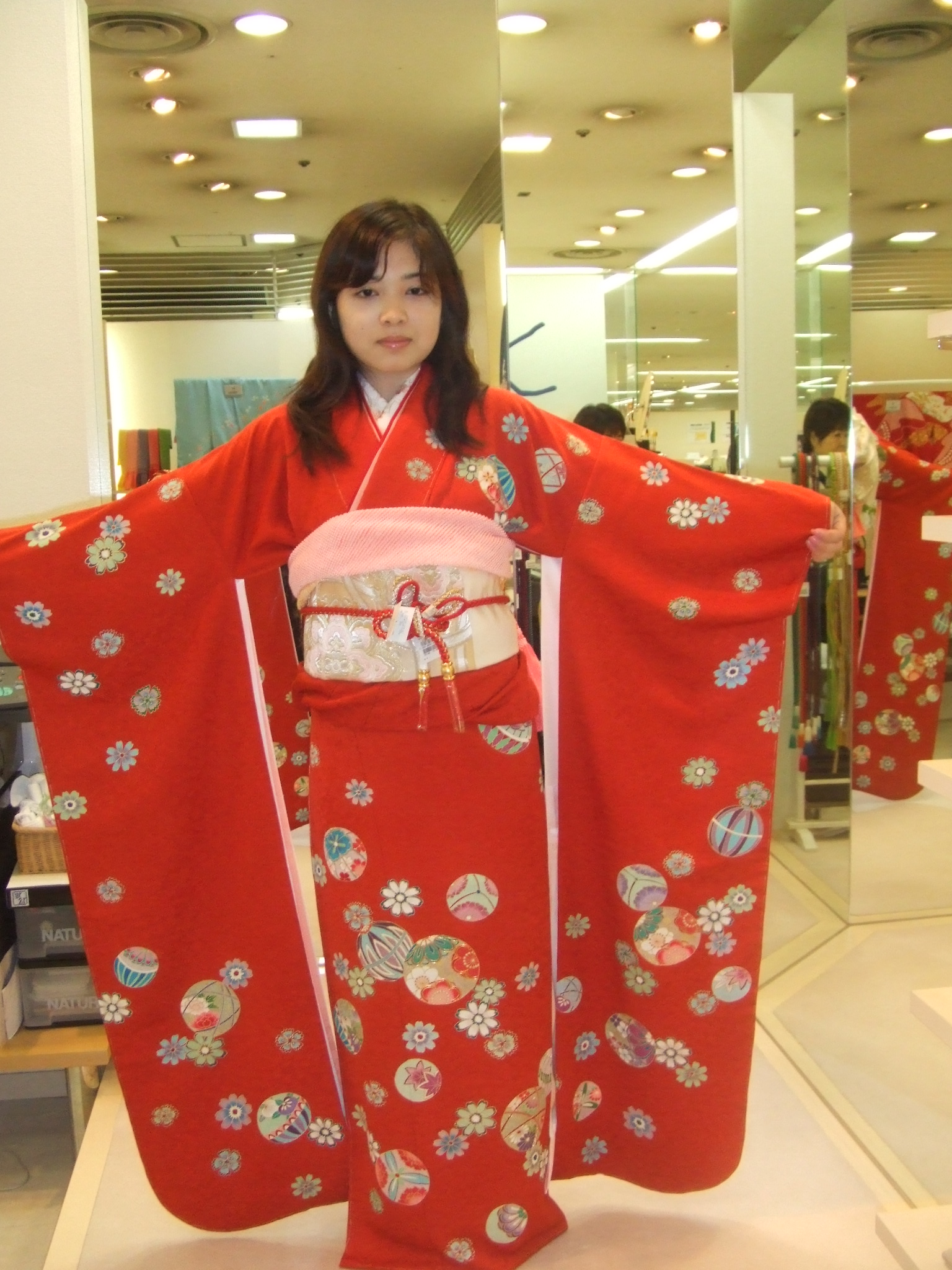
후리소데

후리소데(振袖)는 평균 100~115cm 정도 길이의 소매를 가진 기모노로, '흔들리는 소매'라는 뜻이다. 결혼하지 않은 여성이 입는 기모노 중에는 가장 격식을 갖춘 것으로, 의상 전체에 색감이 넘치는 무늬가 아름답게 새겨져 있다. 주로 성인식과 결혼식과 같은 행사가 있을 때 많이 입는다. 소매의 길이에 따라 오후리소데, 주후리소데, 고후리소데로 종류가 나뉜다. 소매가 가장 긴 오후리소데(大振袖)는 소매가 복사뼈까지 내려가며, 결혼식이나 피로연에서 신부 예복으로 입는다. 주후리소데(中振袖)는 소매가 무릎과 복사뼈 사이까지 내려가며, 성인식이나 연회가 있을 때 입는다. 고후리소데(小振袖)는 가장 소매가 짧은 후리소데로, 소매 길이가 85 cm 정도이다. 일본에서 여자들이 결혼식 등의 행사에서 많이 임대한다.

## 같이 보기
- 기모노